# Erich Jantsch
Erich Jantsch (* 8. Januar 1929 in Wien; † 12. Dezember 1980 in Berkeley, Kalifornien) war ein österreichischer Astrophysiker und Mitbegründer des Club of Rome.

## Leben
Jantsch interessierte sich schon während der Schulzeit für Astronomie und veröffentlichte dazu auch wissenschaftliche Abhandlungen. Sein Physikstudium an der Universität Wien finanzierte er mit Musikkritiken. Er schloss Freundschaft mit seinem Mitstudenten Paul K. Feyerabend und gestaltete mit diesem gemeinsam ein Seminar zur Stellarstatistik, da sich zu diesem Thema kein akademischer Lehrer fand. Mit einer astrophysikalischen Dissertation erlangte er 1951 den Doktorgrad.
Für ein einjähriges Postgraduierten-Studium wechselte er anschließend in die USA an die Indiana University Bloomington. Bis 1957 arbeitete Jantsch dann zunächst als Astronom an der Universität Wien, von 1957 bis 1962 als Ingenieur und Physiker in der Schweiz. In den folgenden Jahren war er als wissenschaftlicher Berater für 20 Regierungen sowie für verschiedene internationale Organisationen und Forschungsinstitute tätig. Unter anderem beriet Jantsch das Directorate of Scientific Development der Organisation für wirtschaftliche Zusammenarbeit und Entwicklung (OECD) bei der Erstellung von Studien zu Problemen der Welternährung, technologischen Entwicklung, Hochschulbildung usw.
1968/69 gehörte Jantsch zur Gründungsrunde des Club of Rome. 1970 erhielt er einen Lehrauftrag an der TH Hannover. 1971 war er der Vertreter Österreichs bei der ersten Sitzung des Committee on Natural Resources der Vereinten Nationen.
In Europa, Nord- und Süd-Amerika, im Nahen Osten und in Japan hielt Jantsch zahlreiche Vorträge und Vorlesungen, z. B. als Gastdozent (Visiting lecturer of Planning and Research Planner of International Studies) an der University of California, Berkeley. Am Massachusetts Institute of Technology (MIT), in Cambridge, MA forschte er als Wissenschaftlicher Mitarbeiter zur Zukunft des MIT und der amerikanischen Universitäten. Von der  Rockefeller Foundation wurde Jantsch 1974 zu einem Studienaufenthalt in der Villa Serbelloni in Bellagio eingeladen.
Während der letzten Jahre seines Lebens lebte Jantsch ohne feste Anstellung in einem „Apartment in Berkeley, einem dunklen und deprimierenden Raum, mit Massagesalons darüber und darunter; eine Schreibmaschine, eine Pflanze und überall verstreut Ausgaben seiner Lieblingszeitung, der Neuen Zürcher Zeitung“. Hier verfasste er auch sein letztes Buch The Self-Organizing Universe. Seinen Lebensunterhalt und die Unterstützungszahlungen an seine Mutter finanzierte er, „indem er Vorträge überall auf der Welt hielt, Artikel verfasste und dank der Unterstützung einiger weniger Freunde“. Eine Green Card, die ihm einen dauerhaften Aufenthalt und die Aufnahme einer dauerhaften Tätigkeit ermöglicht hätten, erhielt Jantsch erst 1979.
Jantsch starb am 12. Dezember 1980 in Berkeley „nach kurzer, schmerzhafter Krankheit“, „allein und einsam, von seinen Freunden im Stich gelassen und von seinen Kollegen nicht verstanden“.
Paul Feyerabend, der damals in Berkeley lebte und unterrichtete, bestätigte in seinem Briefwechsel mit Hans Peter Duerr die Vereinsamung und relative wissenschaftliche Erfolglosigkeit des gemeinsamen Freundes. Jantsch habe an den Komplikationen eines unbehandelten Diabetes mellitus gelitten, die Ursache seines Todes sei den behandelnden Ärzten aber letztlich unklar geblieben, weswegen eine Autopsie durchgeführt worden sei, deren Ergebnis er aber nicht kenne. Die Asche von Erich Jantsch wurde im Pazifischen Ozean verstreut. Die Kosten für die Seebestattung übernahm nach eigenen Angaben Feyerabend, da Jantsch nicht genügend Geld hinterlassen hatte.

## Das Hauptwerk:Die Selbstorganisation des Universums
Das Buch ist eine erweiterte Fassung der öffentlichen Gaither Lectures in Systems Science, die Jantsch im Mai 1979 auf Einladung der University of California in Berkeley hielt. Die übergeordneten Abschnitte des Buches behandeln (auf mehr als 400 Seiten) die Selbstorganisation und Dynamik der natürlichen Systeme, die Koevolution von Makro- und Mikrokosmos, die Systembedingungen der Evolution sowie die Rolle der Selbstorganisation in der Welt der Menschen. In den 19 Kapiteln zwischen der Einleitung und dem Epilog werden alle wichtigen Objekte, Basismechanismen sowie strukturelle und dynamische Prozess-Aspekte der Selbstorganisation in der unbelebten Welt sowie die der präbiotischen, der biologischen und der soziokulturellen Evolution behandelt, mit Beispielen veranschaulicht und mit Modellen für die Simulation nichtlinearer Systeme ergänzt. Die wichtigsten Begriffe der Selbstorganisation von der Autopoiesis bis zur Zyklischen Prozessorganisation der Hyperzyklen werden verständlich definiert. Die Koevolution als ganzheitliche Sicht eines Prozesses zusammen mit seiner Umwelt spielt bei Jantsch an vielen Stellen eine große Rolle.
Eine der Kernaussagen des Buches lautet (Seite 94):
„Die Verwandtschaft der Selbstorganisation-Dynamik materieller und energetischer Prozesse auf vielen Ebenen, von der Chemie über die Biologie zur Soziologenbiologie und darüber hinaus, deutet darauf hin, dass es zumindest in diesem sehr weit gespannten Bereich eine allgemeine dynamische Systemtheorie geben dürfte. Wenn die Grundform autokatalytischer Selbstorganisationsdynamik beobachtbaren Phänomen in einem derart weiten Bereich zugrunde liegt, handelt es sich nicht nur um eine Analogie oder formale Ähnlichkeit, sondern um echte Homologie oder innere Wesensverwandtschaft.“
Das Buch enthält ein Literaturverzeichnis, ein Namensverzeichnis und ein Schlagwortregister. Vor über 40 Jahren erschienen, sind seine Inhalte doch weiter aktuell. Die weitreichende Verwendung des Begriffs Kommunikation mag teils eher als Wechselwirkung gelesen werden.
Als das Buch von Jantsch erschien, war es das erste seiner Art, in dem die damals ganz neuen Theorien der Selbstorganisation (u. a. von Ilya Prigogine und Hermann Haken) als neues Paradigma der Wissenschaft im Zusammenhang mit einer neuen evolutorischen Kosmologie und Philosophie dargestellt wurden. Es beeinflusste namhafte Autoren mehrerer Fachgebiete – etwa Ken Wilber – und bot einen ersten holistischen Ansatz für eine Universale Evolutionstheorie der Selbstorganisation des Universums, bei der es die grundlegende Rolle der Autopoiesis und der Koevolution in allen Bereichen der Evolution herausarbeitete.
Im Rahmen seines konsequent evolutorischen Weltbildes, das – wie der Untertitel sagt – vom Urknall bis zur Bildung des menschlichen Geistes reicht, beschreibt Jantsch im Epilog des Buches auf der Basis der Selbstorganisation von komplexen Systemen einen „Sinn“ der Evolution auf naturwissenschaftlicher Basis: Durch die evolutionäre Selbstorganisation entfalte sich von selbst eine universelle Ordnung in allen Schichten und Bereichen des Universums, bis hin zum menschlichen Geist und der menschlichen Gesellschaft. Ihr Ergebnis ist nicht vorherbestimmt, sondern abhängig vom Verlauf der Evolution offen. 
Da der Prozess der Selbstorganisation von selbst abläuft, ist keine „Lebenskraft“ oder ähnliches erforderlich. Der Dualismus zwischen Geist und Materie, der das westliche Denken mehr als zwei Jahrtausende lang prägte, wird dadurch ebenfalls aufgehoben. Der Mensch und der menschliche Geist ist ein Teil dieser Evolution. Seine Entwicklung ist ein Teil der Entwicklung des Universums. Dadurch ergeben sich auf Basis der Naturwissenschaften die Rollen, die Menschen im Universum spielen, und die Möglichkeiten, die wir dadurch haben.
Damit wollte Jantsch sich auch von Jacques Monods „sinnleerer Welt“ ausdrücklich distanzieren. In dem Buch Zufall und Notwendigkeit zieht Monod folgendes Fazit aus seinen Forschungen zur Genetik: „Wenn er diese Botschaft in ihrer vollen Bedeutung aufnimmt, dann muss der Mensch […] seine totale Verlassenheit, seine radikale Fremdheit erkennen. Er weiß nun, dass er seinen Platz wie ein Zigeuner am Rande des Universums hat, das für seine Musik taub ist und gleichgültig gegen seine Hoffnungen, Leiden oder Verbrechen. Der Mensch ist in der teilnahmslosen Unermesslichkeit des Universums allein, aus dem er zufällig hervortrat.“

## Lebenseinstellung
Jantsch schrieb nicht nur theoretische Bücher über seine Sicht der Dinge. Er versuchte auch, sein Leben so zu organisieren, wie es sich aus seinen Büchern ergab. Statt „Lebenslauf“ sprach er lieber von seinen verschiedenen sog. „Lebensstrukturen“, von denen er insgesamt rund neun selber ausprobierte. U. a. war er Astrophysiker, Musikkritiker, Stadtplaner, Futurologe, einer der sechs Gründungsmitglieder des Club of Rome, Buchautor und Dozent.
Durch seinen stark interdisziplinären Forscherdrang landete er zunächst bei der „Zukunftsforschung“ (Futurologie) und beschäftigte sich unter anderem im Rahmen der OECD mit Systemtheorie und den Grundlagen langfristiger Planung. Doch Jantsch erkannte, dass eine starre Planung in der Praxis fast nie dazu führt, die Zukunft angemessen zu beschreiben, vorherzusagen, oder gar zu gestalten. Mit dieser Erkenntnis wandte er sich tiefer der Frage zu, wie die Welt auch ganz ohne fixierte Zielvorstellungen unter dem Einfluss zufälliger Schwankungen immer höhere Komplexität, immer raffiniertere Gestalten entwickeln konnte, oder auch musste.
Doch die immer schneller hereinbrechende Zerstörung der irdischen Biosphäre und des planetaren Klimas deutet auf eine Krise dieser „Wertschöpfung“ hin. Die Überlegungen von Jantsch dazu waren folgende: Gelänge es nun, die Prinzipien der Wertschöpfungsgeschichte zu verstehen und weithin verständlich zu machen, so könnte es vielleicht gelingen, auch die Menschen so zu organisieren, dass ein lebensfähiges Gesamtsystem entsteht. Die Kenntnis der Naturgesetze allein konnte hierfür nach Jantsch jedoch nicht ausreichend sein – denn schließlich gehorche auch der Zusammenbruch von Systemen den Naturgesetzen.
Es ging ihm darum, Voraussetzungen und Randbedingungen zu finden, unter denen lebensfähige komplexe Systeme entstehen. Aufbauend auf den bahnbrechenden Arbeiten von Ilya Prigogine, dem er auch sein Buch gewidmet hat, beschreibt er die vielfältigen Grenzen zwischen Ordnung und Chaos, welche zeigen, dass schon recht simple Systeme bei nichtlinearem Verhalten komplexe Strukturen hervorbringen können.
Jantsch trug dazu eine bis dato unbekannte Fülle von Anschauungsmaterial für die Prinzipien der Selbstorganisation zusammen – von den Forschern seiner Zeit, zu denen er persönlich Kontakt aufnahm. Einige Theorien, wie z. B. die damaligen Arbeiten von Prigogine, hatten den Stand einer allgemeingültigen Theorie noch nicht erreicht. Hier ergänzte Jantsch die fehlenden Puzzleteile, um wesentliche Züge der Detailabläufe zu ertasten, und sie dann zu übergeordneten Begriffen zusammenzufassen. Dabei erhob er nicht den Anspruch, endgültige Wahrheiten zu verkünden. Sein Vortasten strebte danach, die Wissenschaft zur Fortsetzung seiner Arbeit und zu klareren Begriffsbildungen anzustacheln.

## Wirkung und Rezeption

### USA
Der US-amerikanische Mathematiker Ralph H. Abraham lernte Jantsch 1974 als „einen ruhigen und bescheidenen Menschen“ kennen, zugleich aber auch als einen „originellen Universalgelehrten und Genie“. Abraham lieferte Beiträge zu zwei von Jantsch herausgegeben Sammelbänden (Design for Evolution 1975; The Evolutionary Vision 1981) und bezeichnete Design for Evolution als bahnbrechendes Werk einer allgemeinen Theorie der Evolution.
Der deutsch-amerikanische Mathematiker Harold A. Linstone und der japanisch-amerikanische Wirtschaftswissenschaftler Magoroh Maruyama, beide Systemtheoretiker, schrieben in ihrem gemeinsamen Nachruf auf Jantsch: „Jantsch succumbed at the age of 51 to the material and physical hardships that worsened progressively during the last decade of his prolific and still young life. This makes us realize again the harsh and brutal conditions of life some of the innovators must endure. ... Let us face squarely the fact that Jantsch was given no paid academic job during a decade of his residence in Berkeley—a town considered to be a foremost spawning ground of scientific and philosophical innovations.“.
Nachrufe auf Jantsch in angesehenen Wissenschaftsjournalen erschienen auch von dem tschechisch-amerikanischen Wirtschaftswissenschaftler Milan Zelený sowie dem österreichisch-amerikanischen Physiker und New-Age-Autor Fritjof Capra.

### Deutschland
Jantsch hatte sein erfolgreichstes Werk Die Selbstorganisation des Universums in der deutschsprachigen Originalfassung zunächst dem Suhrkamp-Verlag angeboten. Da ihn dessen Verlagsleiter Siegfried Unseld jedoch bezüglich der Annahme zur Veröffentlichung hinhielt, erschien das Werk 1979 schließlich im Hanser Verlag und erlebte als Taschenbuch bei dtv bis 1992 mehrere Auflagen. Die englischsprachige Übersetzung kam dagegen über eine erste Auflage nicht hinaus.
Der deutsche Philosoph Gernot Böhme bemängelte, dass Jantsch seine spezialisierten naturwissenschaftlichen Erkenntnisse in unkritischer Weise auf gesellschaftliche und politische Alltagsfragen angewendet habe.

## Werke
- Technological Forecasting in Perspective. OECD, Paris 1967.
- Perspectives of Planning. OECD, Paris 1968.
- Technological Planning and Social Futures. London und New York 1972.
- Design for Evolution: Self-Organisation and Planning in the Life of Human Systems. New York 1975, ISBN 978-0-8076-0757-2
- Evolving Images of Man. Dynamic Guidance for the Mankind Process. 1976.
- E. Jantsch, C. H. Waddington (Hrsg.): Evolution and Consciousness. Human Systems in Transition. Addison-Wesley, Reading, Mass. 1976, ISBN 0-201-03438-7.
- Die Selbstorganisation des Universums. Vom Urknall zum menschlichen Geist. Hanser, München 1979, ISBN 3-446-17037-5 (engl. als The Self-Organizing Universe. Scientific and Human Implications of the Emerging Paradigm of Evolution. Pergamon Press, Oxford 1980, ISBN 0-08-024312-6)
- E. Jantsch (Hrsg.): The Evolutionary Vision. Toward a unifying paradigm of physical, biological, and sociocultural evolution. Westview Press, Boulder 1981, ISBN 0-86531-140-4 (mit Beiträgen von Ilya Prigogine, Erich Jantsch, Kenneth E. Boulding, Hermann Haken, Ralph Abraham u. a. renommierten Wissenschaftlern; neu aufgelegt 2019)